# Jan Hilgenga
Jan Hilgenga (Midwolda, 21 juni 1883 - Midwolda, 7 mei 1968) was een Gronings socialistisch politicus en vakbondsbestuurder.
Jan Hilgenga was een zoon van broodbakker en caféhouder Hindrik Hilgenga en Jantje Scholte. Na de openbare lagere school in Midwolda ging Hilgenga naar de onderwijzersopleiding aan de Openbare Normaalschool te Finsterwolde (1897-1903), maar hij werd vervolgens klerk-telegrafist bij de Staatsspoorwegen (1904-1907) en vertegenwoordiger van strokartonfabrieken (1907-1916). In 1911 trouwde hij in Finsterwolde met Paulina Kramer, met wie hij twee dochters kreeg.
Van 1915 tot 1919 was Hilgenga gemeenteraadslid in Midwolda, en van 1916 tot 1918 bestuurslid van de Bond van Arbeiders in de Landbouw, Tuinbouw en de Zuivelindustrie voor district Groningen en Drenthe. Van 1918 tot 1938 was hij secretaris van de Nederlandse Bond van Arbeiders in de Landbouw, Tuinbouw en de Zuivelindustrie en vanaf 1938 tevens voorzitter.
In 1937 werd Hilgenga de opvolger van Pieter Hiemstra in de Tweede Kamer der Staten-Generaal, en landbouwwoordvoerder van de Sociaal-Democratische Arbeiderspartij. Daarnaast was hij vanaf 1939 lid van de landbouwcommissie van de SDAP en het Nederlands Verbond van Vakverenigingen. In 1937 behoorde hij tot de minderheid van zijn fractie die vasthield aan het tegen de begroting van Defensie stemmen, maar verder hield hij zich vrijwel alleen bezig met landbouw en de belangen van landbouwarbeiders.
Tijdens de bezetting in de Tweede Wereldoorlog stelde Hilgenga zich als bondsvoorzitter en politicus welwillend op tegen het landbouwbeleid van de bezetter, en zag hij mogelijkheden om tot een geordende landbouw te komen met goede omstandigheden voor de landbouwers. Uiteindelijk nam hij in juni 1942 ontslag als bondsvoorzitter. Na de oorlog berispten de SDAP en NVV hem voor zijn houding en rol tijdens de bezetting. Door de ereraad werd geoordeeld dat hij het aanzien van de SDAP in zo ernstige mate had geschaad, dat hij geen enkele functie meer in of namens de partij zou mogen uitoefenen. Hij schreef als antwoord de brochure De Nederlandse vakbeweging in de branding (mei 1940 - mei 1942). Hij bleef betrokken bij zijn vakbond, sprak in 1955 het congres toe, en werd lid van de Partij van de Arbeid.